# World Weather Attribution
Le World Weather Attribution (traduisible en français par « Attribution du climat mondial »), abrégé WWA, est un réseau de scientifique international, fondé en 2014, qui mène et publie des études d'attribution des évènements extrêmes au réchauffement climatique.

## Historique et objet
Le World Weather Attribution est fondé fin 2014,, par Friederike Otto, climatologue britannique à l'Environmental Change Institute de l'université d'Oxford, Geert Jan van Oldenborgh, climatologue néerlandais à l'Institut royal météorologique des Pays-Bas (KNMI) et Heidi Cullen (en), océanographe à la tête de l'ONG Climate Central (en),.
Le but du WWA est de mener des études d'attribution des évènements extrêmes au réchauffement climatique, c'est-à-dire de déterminer à l'aide de modèles climatiques si la fréquence et l'intensité d'un événement climatique qui a eu lieu ont vu leur probabilité augmenter du fait du réchauffement climatique. Ce type d'études existe déjà depuis les années 2000, mais le WWA cherche à en publier les premiers résultats dans les jours ou semaines qui suivent l'événement climatique concerné, afin de mettre l'information à disposition du grand public et des médias ; la publication des résultats dans une revue à comité de lecture, qui prend davantage de temps, ne survient qu'ultérieurement. Au début du projet, cette méthode fait l'objet de critiques, car elle s'éloigne du fonctionnement habituel qui veut que la publication ne se fasse qu'après évaluation par les pairs ; le WWA s'appuie toutefois sur des modèles et des méthodes qui ont pour leur part déjà fait l'objet d'une évaluation par les pairs,,,,.
Les études produites par le WWA servent parfois de fondement dans des procédures judiciaires intentées par des victimes d'un événement climatique extrême et visant des entreprises émettrices de gaz à effet de serre, responsables du réchauffement climatique,.

## Scientifiques et institutions impliqués
En 2021, Friederike Otto indique que son université d'appartenance, de même que le KNMI pour lequel Geert Jan van Oldenborgh travaille, n'apportent pas d'aide au WWA, qui fonctionne sans salariés ni financement. En 2023, le WWA a pour partenaires les deux institutions, ainsi que le « Climate Center » du mouvement international de la Croix-Rouge et du Croissant-Rouge, le Laboratoire des sciences du climat et de l'environnement (LSCE) en France, ainsi que l'université de Princeton et le National Center for Atmospheric Research (NCAR) aux États-Unis.